# San Cebrián de Mudá
San Cebrián de Mudá ist ein Ort und eine Gemeinde (municipio) mit 150 Einwohnern (Stand: 2024) im Norden der Provinz Palencia in der Autonomen Gemeinschaft Kastilien-León im Norden Spaniens. Zur Gemeinde gehören neben dem Hauptort San Cebrián de Mudá die Ortschaften Perapertú, San Cebrián de Mudá, San Martín de Perapertú, Valle de Santullán und Vergaño.

## Lage und Klima
San Cebrián de Mudá liegt südlich der Fuentes Carrionas in einer Höhe von ca. 1040 m. Die Provinzhauptstadt Palencia befindet sich ungefähr 105 km (Fahrtstrecke) südlich.

## Bevölkerungsentwicklung
| Jahr      | 1970 | 1981 | 1991 | 2001 | 2011 | 2021 |
| Einwohner | 479  | 304  | 270  | 200  | 174  | 154  |

Die Mechanisierung der Landwirtschaft, die Aufgabe bäuerlicher Kleinbetriebe („Höfesterben“) und der daraus resultierende Verlust an Arbeitsplätzen haben seit der Mitte des 20. Jahrhunderts zu einer Landflucht und zu einem deutlichen Bevölkerungswachstum in den Städten geführt.

## Sehenswürdigkeiten
- Cornelius-und-Cyprianus-Kirche in San Cebrián de Mudá
- Marienkirche in Parapertu

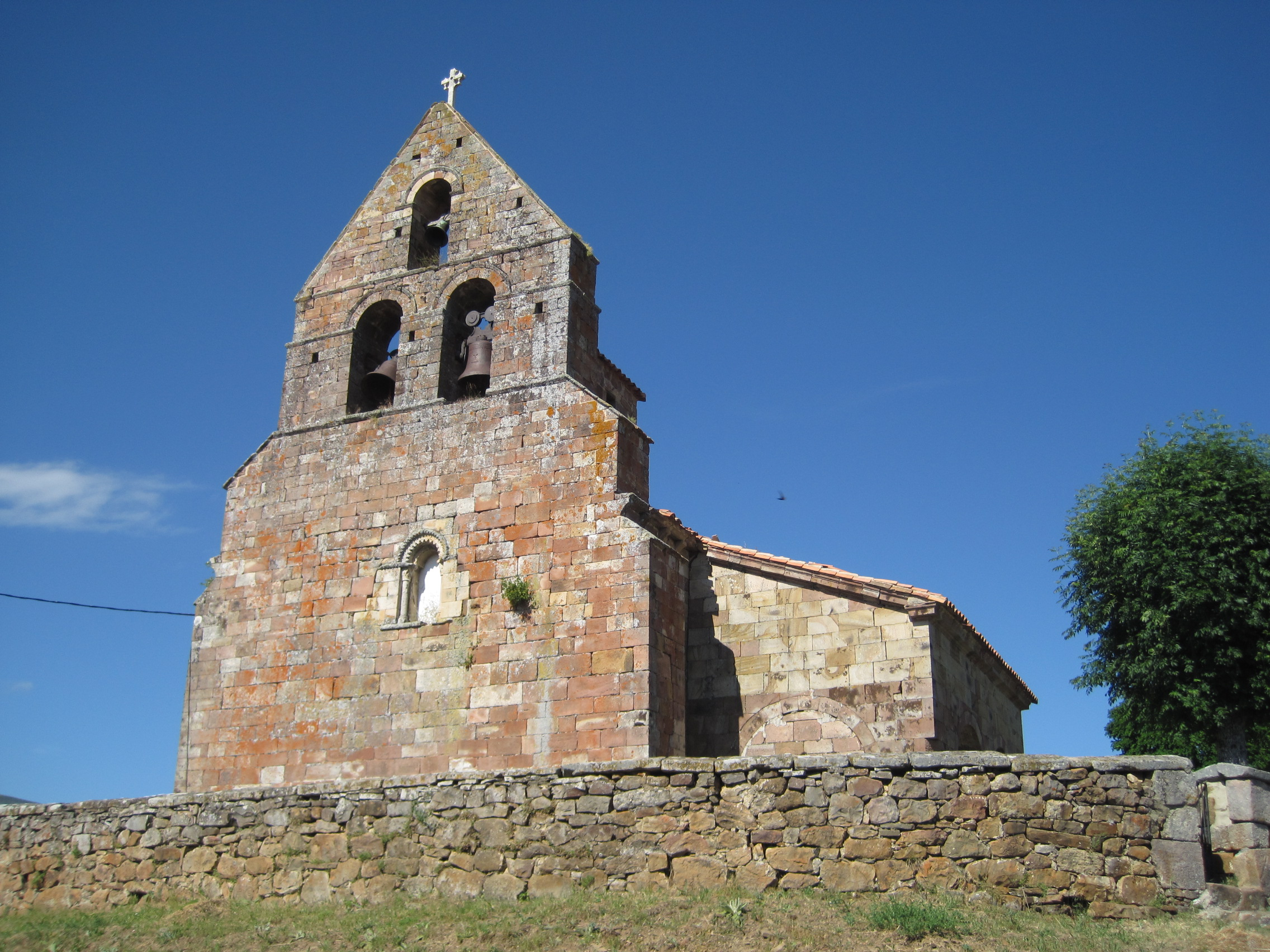
Cornelius-und-Cyprianus-Kirche
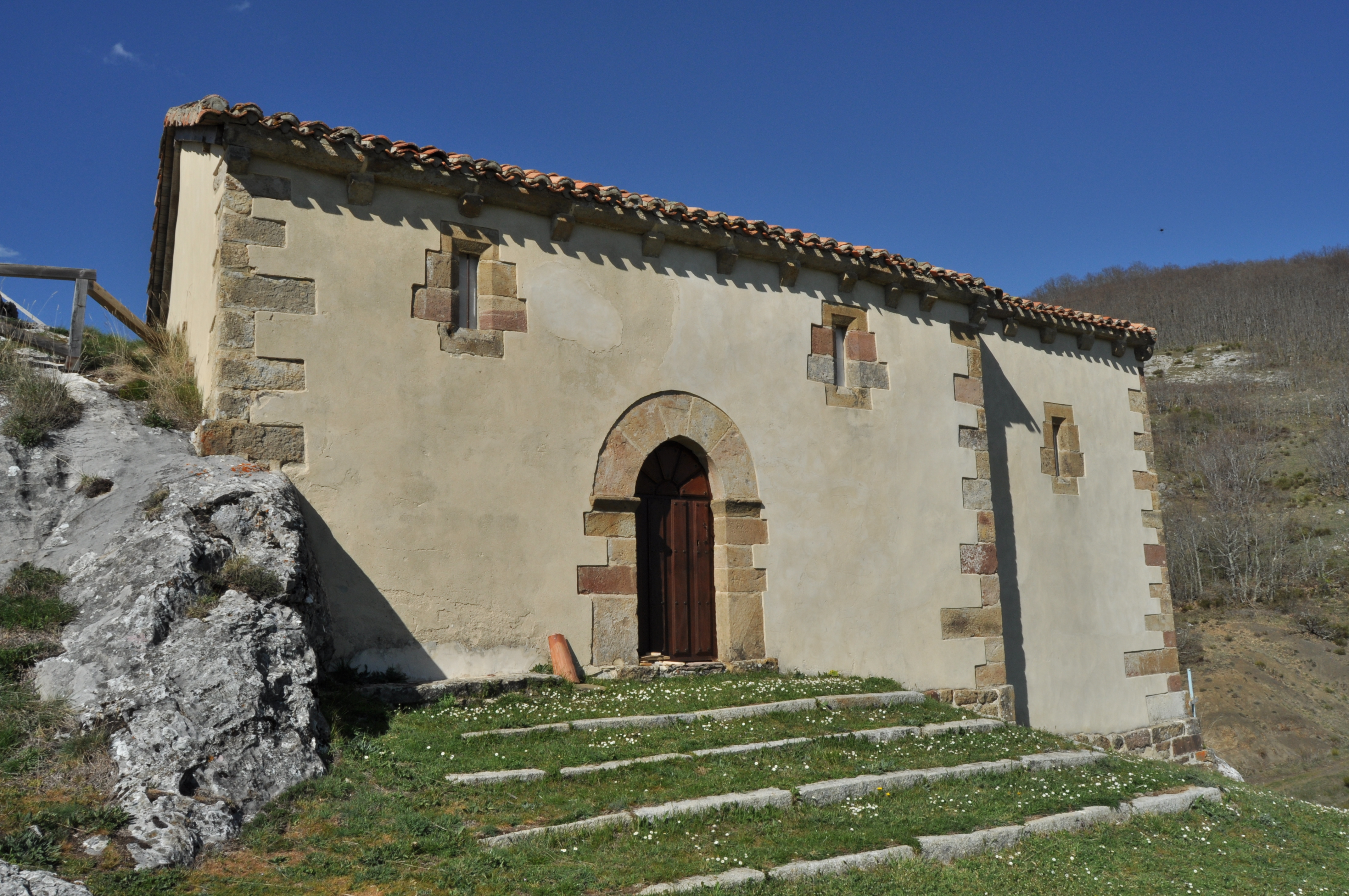
Marienkapelle